# Wielgie (powiat golubsko-dobrzyński)
Wielgie – wieś w Polsce położona w województwie kujawsko-pomorskim, w powiecie golubsko-dobrzyńskim, w gminie Zbójno.

## Podział administracyjny
W latach 1975–1998 miejscowość należała administracyjnie do województwa włocławskiego.

## Demografia
Według Narodowego Spisu Powszechnego (III 2011 r.) wieś liczyła 385 mieszkańców. Jest trzecią co do wielkości miejscowością gminy Zbójno.

## Krótki opis
Wieś o charakterze rolniczym. Do 1991 roku znajdowało się tu Państwowe Gospodarstwo Rolne (PGR). Obecnie zostało sprywatyzowane i przestawione na uprawę warzyw i zboża. We wsi znajduje się zespół pałacowy z parkiem iglasto-liściastym (z pojedynczymi egzemplarzami limby i morwy). Za sprawą funduszy unijnych została przeprowadzona rewitalizacja centrum wsi. Powstał nowy plac zabaw, boisko Orlik, wyremontowana została remiza Ochotniczej Straży Pożarnej, która została przekształcona w Centrum Kulturalno-Oświatowe, powstała także nowa nawierzchnia drogowa i przystanki PKS.